# Цугшпице
Цугшпице (IPA:) представља са 2.962 m (9.718 ft) изнад мора највиши врх Ветерштајнгебиргеа те највишу планину у Немачкој. Лежи јужно од града Гармиш-Партенкирхена, а аустријско-немачка граница пролази кроз његов западни врх. Јужно се налази Цугшпицплат, високи крашки плато са многобројним пећинама. На боковима Цугшпицеа су три глечера, укључујући два у Немачкој највећа: северни Шнефернер с површином од 30,7 хектара и Хоенталфернер с површином од 24,7 хектара. Трећи је јужни Шнефернер који заузима 8,4 хектара.
Први успон на Цугшпице био је 27. августа 1820; у питању су Јозеф Наус, његов помоћник Мајер и планински водич Јохан Георг Таушл. Данас постоје три нормалне руте до врха: једна од долине Хелентала на североистоку; друга од долине Рајнтала на југоистоку; и трећа са запада преко Естерајхише Шнекара. Једна од најпознатијих гребенских рута у Источним Алпима пролази преко назубљеног Јубилеумсграта до врха — повезујући Цугшпице, Хохбласен и Алпшпице. За планинаре постоји мноштво смештаја у близини; на западном врху самог Цугшпицеа је Минхнер хаус, а на западним падинама Винер-Нојштетер хите.
Три жичаре иду до врха Цугшпицеа. Прву (Тиролска жичара, изграђена 1926) направила је немачка компанија Адолф Блајхерт и завршава на хребету испод врха (2.805 метара н. м.) — такозвана Кам станица, пре него што је терминус премештен на стварни врх (2.951 метар н. м.) — године 1991. Зупчана успињача (Баварска железница до Цугшпицеа) иде попреко северног бока планине и завршава на Цугшпицплату — одакле друга жичара преузима путнике за транспорт до врха. Зупчана железница и жичара Ајбзе, трећа жичара, превозе просечно 500.000 људи до врха сваке године. Зими, девет ски лифтова покрива скијалиште на Цугшпицплату. Западна станица, отворена 1900. године, као и истраживачка станица у Шнефернерхаусу, углавном се користе за спровођење истраживања климе и прикупљање података.

## Галерија
- Поглед на Цугшпице и Хеленталфернер са Алпшпицеа
- Цугшпице изнад долине Рајнтал
- Поглед с платформе Цугшпицеа на Аустрију
- Западни део, поглед са средњег Хоенталшпицеа
- Северна страна Цугшпицеа, поглед с језера Ајбзе
- Језеро Ајбзе испод Цугшпицеа, шума на северној обали
- Алпска галка (лат. Pyrrhocorax graculus) на Цугшпицеку
- Крст на врху планине Цугшпице
- Минхнерхаус (2005)
- Винер-Нојштетер хут (2006)
- Јозеф Наус (1824)
- Цугшпце, уље Макса Волфингера (1864)
- Означени аероснимак масива Цугшпице
- Панорамски поглед са платформе Цугшпцеа северно на Немачку; види се Ајбзе у средини и Грајнау десно